# Gran dirombicosidodecàedre
En geometria, el gran dirombicosidodecàedre és un políedre uniforme no convex indexat com a U75.
És l'únic políedre uniforme amb més de sis cares que es troben en un vèrtex (encara que hi ha alguns "políedres uniformes degenerats" amb deu cares a cada vèrtex). Cada vèrtex té 4 quadrats que passen a través de l'eix del vèrtex central (i, per tant, pel centre de la figura), alternant amb dos triangles i dos pentagrames. Una altra característica inusual és que totes les cares ocorren en parells coplanars.
També es tracta de l'únic políedre uniforme que no es pot construir mitjançant la construcció de Wythoff a partir d'un triangle esfèric. Té un símbol de Wythoff especial de | 3/2 5/3 3 5/2 que el relaciona amb un quadrilàter esfèric. Aquest símbol suggereix que és una mena de políedre xato, excepte pel fet que, en comptes que les cares no xates estiguin envoltades per triangles no xatos com en la majoria de políedres xatos, estan envoltades per quadrats xatos.
Se l'ha anomenat Monstre de Miller en referència a J. C. P. Miller, qui juntament amb Donald Coxeter i M. S. Longuet-Higgins enumerà els políedres uniformes el 1954).